# Sultabborrtjärnen (Brunflo socken, Jämtland)
Sultabborrtjärnen är en sjö i Östersunds kommun i Jämtland och ingår i Indalsälvens huvudavrinningsområde.